# Canthium sordidum
Canthium sordidum är en måreväxtart som först beskrevs av Karl Moritz Schumann, och fick sitt nu gällande namn av Arthur Allman Bullock. Canthium sordidum ingår i släktet Canthium och familjen måreväxter. Inga underarter finns listade i Catalogue of Life.